# Trận Château-Thierry (1814)
Trận Château-Thierry là một trận đánh trong Chiến dịch nước Pháp thời Chiến tranh Napoléon, đã diễn ra vào ngày 12 tháng 2 năm 1814, giữa một đạo quân Phổ - Nga dưới quyền chỉ huy của Thống chế von Blücher và một đạo quân Pháp dưới quyền chỉ huy của Hoàng đế Napoléon I. Sau khi giành một loạt thắng lợi chiến thuật rực rỡ (trong cái mà sẽ được biết đến như Chiến dịch Sáu ngày), Napoléon quyết tâm phải giáng một đòn mà ông ta cho là cuối cùng vào quân đội Phổ và chấm dứt sự tham chiến của họ trong cuộc Chiến tranh Liên minh thứ sáu chống lại ông ta. Ông đã bắt kịp đội hậu quân của Phổ dưới quyền tướng Ludwig Yorck trên sông Marne gần Château-Thierry. Napoléon cử Thống chế Ney dẫn đầu cuộc tấn công, và quân Pháp đã chọc thủng của liên quân dưới quyền Blücher, gây cho đối phương những thiệt hại nặng nề. Cuộc tấn công của quân Pháp chỉ bị một số khẩu đội pháo được đặt một cách ngẫu nhiên của Phổ chặn đứng, tạo điều kiện cho tướng Yorck triệt binh trong trật tự mà không bị đánh tan tác. Trong khi thương vong của quân Phổ là 1.250 người và thương vong của quân Nga là 1.500 người, phía Pháp chỉ chịu thiệt hại 600 quân. Người Pháp cũng thu giữ được 9 khẩu pháo cùng với một số lượng lớn trang thiết bị và phương tiện vận tải.